# Iskalla typer på heta bågar
Iskalla typer på heta bågar (italienska: Uomini si nasce poliziotti si muore) är en italiensk poliziottescofilm från 1976 i regi av Ruggero Deodato.

## Rollista i urval
- Marc Porel - Antonio
- Ray Lovelock - Alfredo
- Silvia Dionisio - Sonia
- Renato Salvatori - Roberto "Bibi" Pasquini
- Adolfo Celi - polischefen
- Franco Citti - Ruggero Ruggerini, "Er Cane"
- Marino Masè - Guido Oddi
- Bruno Corazzari - Proietti